# Soraya Phomla
Soraya Phomla (taj.: โสรยา พรมหล้า; ur. 6 sierpnia 1992 w Bangkoku w Tajlandii) – tajska siatkarka grająca jako rozgrywająca. 
Obecnie występuje w drużynie Chang Club.